# Speurders
Speurders zijn kleine vraag-en-aanbod-advertenties in dagbladen. Speurders.nl is het gelijknamige online platform waarop bedrijven en consumenten speurders/rubrieksadvertenties kunnen plaatsen in regionale dagbladen zoals Noordhollands Dagblad, Haarlems Dagblad & IJmuider Courant, Leidsch Dagblad, De Gooi- en Eemlander en het landelijke dagblad De Telegraaf. 
Sedert 1923 is Speurders de merknaam van rubrieksadvertenties in De Telegraaf. Tegenwoordig noemen meer kranten de rubrieksadvertenties Speurders. 

## Trivia
- Tijdens de ontvoering van Freddy Heineken communiceerden politie en ontvoerders met elkaar via de kleine advertenties in De Telegraaf met teksten als "Het weiland is groen voor de Haas".[bron?]